# Jens Stryger Larsen
Jens Stryger Larsen (ur. 21 lutego 1991 w Sakskøbing) – duński piłkarz grający na pozycji obrońcy w tureckim Trabzonsporze.

## Kariera klubowa
Treningi piłki nożnej rozpoczął w BK Frem Sakskøbing, następnie był zawodnikiem Lolland-Falster Alliancen i Herfølge BK, skąd trafił do Brøndby IF. W czerwcu 2009 został włączony do pierwszej drużyny tego klubu, w której zadebiutował 1 listopada 2009 w wygranym 1:0 meczu z FC Nordsjælland. W marcu 2010 przedłużył kontrakt z klubem do lata 2013. Łącznie w sezonie 2009/2010 wystąpił w 15 meczach, a jego klub zajął trzecie miejsce w lidze z 52 punktami. W kolejnym sezonie zagrał w 20 spotkaniach ligowych i strzelił 2 gole, a klub ponownie zakończył rozgrywki na trzeciej pozycji, zdobywając 51 punktów. W sezonie 2011/2012 wystąpił w 26 meczach ligowych i strzelił 1 gola, a jego klub zajął dziewiąte miejsce w lidze z 36 punktami. W sezonie 2012/2013 strzelił 3 gole w 30 spotkaniach ligowych, a Brøndby ponownie zakończyło rozgrywki na dziewiątej pozycji, zdobywając 39 punktów.
W czerwcu 2013 opuścił klub i niedługo później podpisał trzyletnią umowę z FC Nordsjælland, w którym zadebiutował 22 lipca w wygranym 4:0 meczu z Esbjerg fB. Łącznie w sezonie 2013/2014 strzelił 2 gole w 30 występach, a jego drużyna zajęła szóste miejsce w lidze z 46 punktami.
W czerwcu 2014 podpisał dwuletni kontrakt z Austrią Wiedeń z opcją przedłużenia o kolejne dwa. Zadebiutował w tym klubie 11 lipca w wygranym 6:0 meczu Pucharu Austrii z First Vienna FC, natomiast w austriackiej Bundeslidze po raz pierwszy zagrał 20 lipca w zremisowanym 1:1 spotkaniu z SV Grödig. Łącznie w sezonie 2014/2015 strzelił 1 gola w 19 meczach ligowych, a także wystąpił w dwóch spotkaniach Pucharu Austrii, natomiast klub zajął siódme miejsce w lidze z 43 punktami. W kolejnym sezonie był zawodnikiem rezerwowym i wystąpił w 11 meczach ligowych, w których strzelił 1 gola oraz w dwóch spotkaniach Pucharu Austrii, natomiast klub zakończył rozgrywki na trzeciej pozycji z 59 punktami. W maju 2016 umowa została przedłużona o dwa lata. W sezonie 2016/2017 był podstawowym zawodnikiem drużyny, rozegrał 29 meczów ligowych, 12 spotkań Ligi Europy oraz 2 pojedynki Pucharu Austrii, a klub został wicemistrzem Austrii z 63 punktami.
W sezonie 2017/2018 wystąpił jeszcze w 4 meczach ligowych, 3 spotkaniach Ligi Europy oraz 1 pojedynku Pucharu Austrii, po czym w sierpniu 2017 podpisał czteroletni kontrakt z Udinese Calcio. W Serie A zadebiutował 10 września w wygranym 1:0 meczu z Genoa CFC. Łącznie w sezonie 2017/2018 wystąpił w 30 meczach ligowych, w których strzelił 1 gola (23 września 2017 w przegranym 1:3 spotkaniu z AS Roma) oraz dwóch pojedynkach Pucharu Włoch, a drużyna zakończyła rozgrywki na 14. pozycji z 40 punktami. W kolejnym sezonie strzelił 1 gola w 36 występach w lidze, a także rozegrał 1 mecz w Pucharze Włoch, a klub zajął 12. miejsce w lidze z 43 punktami. W sezonie 2019/2020 strzelił 1 gola w 33 spotkaniach ligowych oraz zanotował 2 występy w Pucharze Włoch, a Udinese zakończyło rozgrywki na 13. pozycji z 45 punktami. W kolejnym sezonie strzelił 2 gole w 33 meczach ligowych oraz rozegrał 2 spotkania w Pucharze Włoch, a klub zajął 14. miejsce z 40 punktami.

## Kariera reprezentacyjna
Grał w młodzieżowych kadrach Danii do lat 16, 17, 18, 19 i 21. W seniorskiej reprezentacji zadebiutował 31 sierpnia 2016 w wygranym 5:0 meczu z Liechtensteinem, w którym strzelił gola. 3 czerwca 2018 znalazł się w grupie 23 zawodników powołanych na mistrzostwa świata. Na mundialu wystąpił we wszystkich trzech meczach grupowych: wygranym 1:0 z Peru, w którym strzelił gola, zremisowanym 1:1 z Australią i bezbramkowym z Francją, po których Duńczycy zajęli drugie miejsce w grupie i awansowali do ⅛ finału, gdzie zagrali z Chorwacją i odpadli po serii rzutów karnych (mecz zakończył się wynikiem 1:1), jednakże Larsen nie wystąpił w tym meczu.
25 maja 2021 znalazł się wśród 26 zawodników powołanych na Euro 2020. Na mistrzostwach wystąpił we wszystkich trzech meczach grupowych: przegranym 0:1 z Finlandią, przegranym 1:2 z Belgią oraz w wygranym 4:1 z Rosją. Dania zakończyła rozgrywki grupowe na drugim miejscu i awansowała do ⅛ finału.